# Бережний Андрій Олександрович
Андрі́й Олекса́ндрович Бережни́й (нар. 1973) — український військовослужбовець, бригадний генерал Збройних сил України. Начальник Харківського національного університету Повітряних сил імені Івана Кожедуба, кандидат технічних наук.

## Життєпис
З початком російської агресійї супроти України у 2014 році перебував на фронті.
У 2014 році був командиром зенітної ракетної бригади Повітряних сил Збройних Сил України, що на Дніпропетровщині.
Перебував на посаді заступника командира Повітряного командування «Схід» ПС ЗС України з бойової підготовки, з 16 лютого 2018 року виконував обов'язки заступника начальника Харківського національного університету Повітряних сил імені Івана Кожедуба.
Працював начальником штабу та першим заступником начальника цього ж університету.
18 вересня 2020 року захистив кандидатську дисертацію за темою «Методи та інформаційна технологія автоматизованого планування маршрутів польотів безпілотних літальних апаратів для підвищення ефективності пошуку об'єктів». Здобув науковий ступінь кандидата технічних наук
5 серпня 2022 року Указом Президента України присвоєно звання бригадного генерала

## Нагороди
- Орден Данила Галицького (18 квітня 2022)[8]

### Наукові публікації
- Бережний А. О. (список публікацій)// Науковий профіль у Національній бібліотеці імені В. Вернадського, Процитовано 9 серпня 2022 року

| Емблема Збройних сил України | Це незавершена стаття про військовослужбовця Сил оборони України. Ви можете допомогти проєкту, виправивши або дописавши її. |